# Hemibryomima orizabae
Hemibryomima orizabae là một loài bướm đêm trong họ Noctuidae.